# スペアリブ

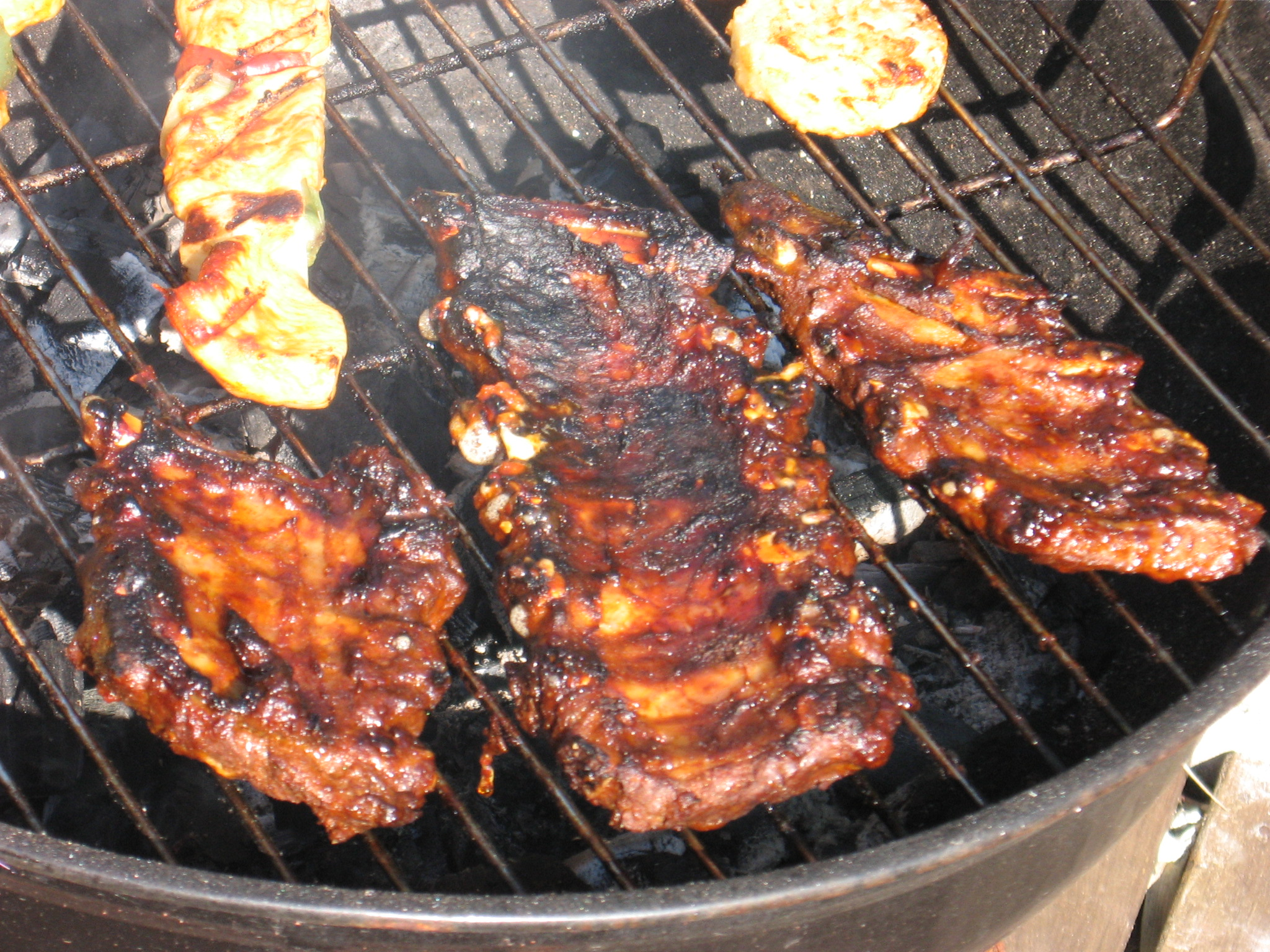
スペアリブのバーベキュー

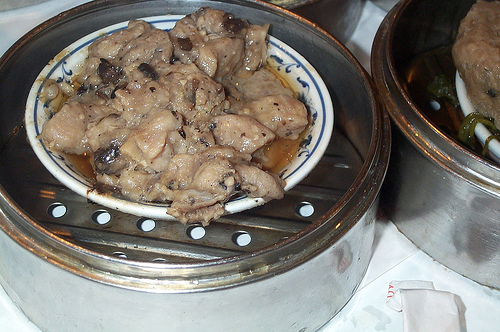
点心に出るスペアリブ（排骨）

スペアリブ（spareribs）とは豚の骨付ばら肉（肋骨肉）。

## 概要
肉が除去された豚の肋骨が使われた肉料理を指す場合が多い。
沖縄の方言では「ソーキ」と呼ばれる。
中華料理においては排骨と呼ばれ、飯や麺に載せて食べられる。
アメリカ合衆国においてはバーベキューとして食べるのが一般的で、各家庭でスペアリブのソースに特色があり、それを競うコンテストも盛んに開催されている。アメリカにおけるBBQの三大料理（他はブリスケット、プルドポーク）のひとつとされる。。
チリでは牛のスペアリブを使ってカスエラを作る。

## 語源
スペアリブは上述の通り精肉過程で残る部位であるため、英語の語感からも「肋の間に残った肉」「(精肉を食べ尽くした後の)替わりの肉」といった説明がなされることが多いが、「控えの」や「替わりの」を指す英語のspareとは直接の関係はない。
元は中世低地ドイツ語のribbespêrに由来する。ribbeは「肋」、spêrは「槍、串」を意味し、英語でもこれに近いribspareという単語が残っているが、人口に膾炙する過程でspareの持つ「痩せた」の意味が脂身の少ない肉質と関連付けられ、形容詞を前置するspare-ribという形に定着した。

## 参考
1. ↑  “spare ribs”. dictionary.cambridge.org. 2021年4月24日閲覧。
2. ↑  プルドポークとは？ | ハインツ日本株式会社 業務用商品 ホームページ